# عنتر شايل سيفه (فلم)
فيلم مصري إنتاج 1983م.
في إحدى القرى بالصعيد، يعيش عنتر عالة على زوجته مستورة التي تزرع أرضها بنفسها، بينما هناك إغراءات من حولها لبيع ما تملكه من أرض إلى مدحت الرجل الثري والقوي، يسافر عنتر إلى إيطاليا طمعا في جمع ثروة من المال بعقد عمل إعده له زميله متولى، يتضح له بعد وصوله إلى روما أنه مزور وأن متولى نصب عليه، يقع عنتر ضحية لمخرج سينمائي يستغله في التمثيل في أفلام جنسية مع كارولين وغيرها، يعود إلى أرض الوطن ليكتشف الحقيقة على أيدي شرطة الآداب الذين يقبضون عليه. يفرج عنه بعد مصادرة الفيلم، ويعود عنتر إلى القرية لينقذ زوجته من مدحت الذي استولى على أرض زوجته بعقد مزور، ويقرر عنتر ان يعمل مزارعا بالأرض وإلا يسافر مرة أخرى.

## بطولة
- عادل إمام
- أحمد بدير
- نورا
- إيفا
- حاتم ذو الفقار
- وفاء أحمد
- قاسم الدالى
- توفيق الكردى
- نعيم عيسى
- طلعت زين
- فوزية حجازي
- إبراهيم عبدالرازق

شندويلي
- مصطفى متولى

صابر
- إبراهيم قدرى

مؤمن حسن
محمد
حاتم ذو الفقار
مدحت بيه
ياسمين
إيفا
نورا
مستورة
أحمد بدير
متولي
عادل إمام
عنتر
نعيم عيسى
يوسف فوزى
ضابط شرطة الاداب
توفيق الكردى
ناردين نور الدين
قاسم الدالى
عمر عز الدين
وفاء أحمد
انتيك ملكيور
مدير المطعم في روما
محمد نزيه
نورا شارل
نصر زينهم
فاتن فايد
نورهان

## روابط خارجية
- مقالات تستعمل روابط فنية بلا صلة مع ويكي بيانات